# 68ª Brigata cacciatori "Oleksa Dovbuš"
La 68ª Brigata cacciatori autonoma "Oleksa Dovbuš" (in ucraino 68-ма окрема єгерська бригада імені Олекси Довбуша?, 68-ma okrema jehers'ka bryhada imeni Oleksy Dovbuša, unità militare A4056) è un'unità di fanteria leggera delle Forze terrestri ucraine, subordinata al Comando operativo "Ovest" e con base a Ivano-Frankivs'k.

## Storia
La brigata è stata creata in seguito all'invasione russa dell'Ucraina del 2022, in particolare l'8 aprile, come parte del Corpo di Riserva dell'esercito ucraino. Ha ricevuto in dotazione cinquanta pickup FIAT equipaggiati con sistemi MANPADS e ATGM, approntati dalla fondazione Come Back Alive grazie a donazioni private. Dopo un periodo di addestramento, a luglio l'unità è stata schierata in Donbass, in particolare nella parte meridionale dell'oblast' di Donec'k per sostituire al fronte la 53ª Brigata meccanizzata. Il 24 agosto è stata ufficialmente dedicata a Oleksa Dovbuš, un celebre fuorilegge ucraino del XVIII secolo, protagonista della tradizione popolare della Ciscarpazia (in particolare Ivano-Frankivs'k, sede della brigata) e dipinto come un eroe che derubava i ricchi per donare ai poveri come il leggendario Robin Hood. Nel novembre 2022 ha supportato la 72ª Brigata meccanizzata nella difesa di Vuhledar contro gli assalti della 155ª e della 40ª Brigata fanteria di marina russe, le quali hanno subito gravissime perdite. Nei mesi successivi è rimasta nello stesso settore, difendendo il fronte a sud della cittadina. La brigata ha respinto ulteriori tentativi di attacco russi a gennaio e febbraio 2023, infliggendo numerose perdite alle stesse due brigate della fanteria di marina russa.
Nel giugno 2023 ha preso parte alla fase iniziale della controffensiva ucraina, avanzando nell'area al confine fra gli oblast' di Zaporižžja e di Donec'k insieme alla 37ª Brigata fanteria di marina. Ad agosto è stata trasferita a nord, sul fronte di Svatove. Qui a metà settembre, insieme alla 43ª Brigata meccanizzata, ha respinto un attacco russo condotto da due brigate di fanteria e due reggimenti della 4ª Divisione corazzata delle guardie, infliggendo gravi perdite alle unità nemiche.
Nella marzo 2024, in seguito alla caduta di Avdiïvka, è stata trasferita per rinforzare la nuova linea difensiva a ovest della città, scontrandosi con la 9ª Brigata fucilieri motorizzata russa nell'area di Pervomajs'ke. Alla fine di aprile ha sostituito la 3ª Brigata d'assalto presso il villaggio di Semenivka; le truppe nemiche hanno sfruttato la rotazione delle unità per prendere d'assalto le posizioni ucraine, riuscendo ad ottenere una testa di ponte oltre il fiume Durna. A luglio le è stato assegnato il 420º Battaglione fucilieri, trasferito dalla 57ª Brigata motorizzata. In questo periodo la brigata ha preso parte alle dure battaglie nell'area del villaggio di Prohres, supportando la 47ª Brigata meccanizzata. All'inizio di agosto ha dovuto abbandonare Serhiïvka sotto la pressione della 90ª Divisione corazzata. Nei mesi successivi ha continuato a difendere l'area a sud di Pokrovs'k, scontrandosi con la 30ª Brigata fucilieri motorizzata avanzante da Selydove in seguito alla conquista russa della città alla fine di ottobre. All'inizio di febbraio 2025 ha effettuato con successo un contrattacco, riconquistando il villaggio di Dačens'ke e alleggerendo la pressione russa sulla città di Pokrovs'k.

## Struttura
- Comando di brigata[25]
- 1º Battaglione cacciatori
- 2º Battaglione cacciatori
- 3º Battaglione cacciatori
- 2º Battaglione fucilieri (Luc'k, unità militare A7086)[26]
- 420º Battaglione fucilieri (Moršyn, unità militare A4821)[27]
- 423º Battaglione fucilieri (Chmel'nyc'kyj, unità militare A4886)[28]
- Battaglione sistemi senza pilota "Vespe di Dovbuš"
- Gruppo d'artiglieria
  - Batteria acquisizione obiettivi
  - Battaglione artiglieria semovente (2S1 Gvozdika)
  - Battaglione artiglieria semovente (2S1 Gvozdika)
  - Battaglione artiglieria lanciarazzi (BM-21 Grad)
  - Battaglione artiglieria controcarri (MT-12 Rapira)
- Battaglione artiglieria missilistica contraerei
- Battaglione genio
- Battaglione manutenzione
- Battaglione logistico
- Compagnia ricognizione
- Compagnia comunicazioni
- Compagnia radar
- Compagnia medica

## Simboli
Lo stemma della brigata raffigura un ghiottone dorato, simbolo di forza, coraggio e intransigenza. L'animale porta un'ascia d'argento, che rappresenta la distruzione del male. Il fondo è verde, colore delle foreste centenarie dell'Ucraina.

## Comandanti
- Colonnello Jurij Beljakov (febbraio 2022 - marzo 2023)[30]
- Colonnello Oleksij Šum (marzo 2023 - luglio 2024)[31]
- Tenente colonnello Serhij Tretjak (luglio 2024 - in carica)[32]